# Sengstaken-Sonde

Sengstaken-Sonde anwenden
1. Ösophagusballon Schnittstelle
2. Magenballon Schnittstelle
3. Magensonde Schnittstelle
4. Ösophagusballon
5. Magenballon
6. Magensonde Offnungen
N. Nasenhöhle
P. Hals
E. Ösophagus
S. Magen

Die Sengstaken-Sonde (auch Sengstaken-Blakemore-Sonde) ist eine spezielle Magensonde, die zur Behandlung einer Blutung aus Ösophagusvarizen dient.
Bei der Sengstaken-Sonde handelt es sich um eine Magensonde, die einige Zentimeter vor dem Ende, das im Magen liegen soll, über einen kugelförmigen Ballon (Magenballon) verfügt. Ein zweiter Ballon, der die Form eines Rohres hat (Ösophagusballon), ist dahinter angebracht. Beide Ballons können unabhängig voneinander aufgeblasen werden. 
Die Sonde wird durch die Nase oder den Mund bis in den Magen vorgeschoben, der Magenballon aufgeblasen und die Sonde langsam zurückgezogen, bis der Ballon am Mageneingang liegt. Im Anschluss wird der Ösophagusballon aufgeblasen, der in der Speiseröhre liegt und so blutende Ösophagusvarizen komprimieren kann. Die Blutung wird dadurch verringert oder gestoppt.
Stammt die Blutung aus Varizen (Krampfadern) des Magenfundus, kann die ähnlich aufgebaute Linton-Nachlas-Sonde eingesetzt werden.

## Eponym
Die Sonde ist nach dem amerikanischen Neurochirurgen Robert W. Sengstaken (1923–1978) und dem Gefäßchirurgen Arthur Blakemore (1897–1970) benannt, die die Sonde zusammen entwickelt und dies 1950 veröffentlicht haben.